# Only You (Kylie Minogue-dal)
Az Only You című dal az ausztrál énekesnő-dalszerző Kylie Minogue 2015. november 9-én megjelent vezető kislemeze a karácsonyi Kylie Christmas című albumról. A dalban duettpartnerként közreműködik James Corden, akivel Minogue 2009 óta barátságban áll.
A dal eredeti változatát az angol Yazoo együttes vitte sikerre, melyet Vince Clarke írt, amikor még a Depeche Mode együttes tagja volt. A dalt 1982 januárjában rögzítették, és márciusban jelent meg. A legmagasabb slágerlistás helyezést az Egyesült Királyság kislemezlistáján sikerült elérnie, ahol a 2. helyezett volt.

## Slágerlista
| Slágerlista (2015)                     | Legjobb helyezések |
| -------------------------------------- | ------------------ |
| Belgium (Ultratip Flanders)            | 22                 |
| Belgium (Ultratip Wallonia)            | 40                 |
| Skócia (Scottish Singles Top 40)       | 74                 |
| UK Singles (OCC)                       | 155                |
| Egyesült Királyság (UK Download Chart) | 59                 |

## Megjelenések
| Ország      | Dátum             | Formátum           | Label      | Ref.        |
| ----------- | ----------------- | ------------------ | ---------- | ----------- |
| Világszerte | 2015. november 9. | Digitális letöltés | Parlophone | [ 7 ] [ 8 ] |

## Feldolgozások
- A The Flying Pickets nevű csapat a dal acapella változatát készítette el 1983 decemberében, mely Lost Boys nevű albumokon kapott helyet. A dal az angol és a nyugatnémet kislemezlista 1. helyezettje volt.[9]
- Enrique Iglesias 1997. február 17-én megjelent feldolgozása az amerikai Latin és Pop slágerlisták élén szerepelt.[10] mely Vivir című stúdióalbumán szerepelt.
- Selena Gomez változata 2017 március 30-án jelent meg, és a svéd kislemezlista 12. helyéig jutott.[11]